# Bankside
Bankside est un quartier de Londres, en Angleterre, et fait partie du London Borough of Southwark.    

## Géographie
Bankside est situé sur la rive sud de la Tamise, à 1,5 milles (2,4 km) à l'est de Charing Cross, allant d'un peu à l'ouest de Blackfriars Bridge à une courte distance juste avant le pont de Londres à St Mary Overie Dock à l'est, ce qui marque son statut distinct de celui de l'arrondissement de Southwark.  